# Fred Ottman
Fred Ottman (10 de agosto de 1956) é um lutador estadunidense de wrestling profissional aposentado, mais conhecido pelos nomes Tugboat ou Typhoon e por sua dupla com John "Earthquake" Tenta como The Natural Disasters na World Wrestling Federation. Ottman é também conhecido pelo infame personagem "Shockmaster" na World Championship Wrestling. Na WWF, ele foi uma vez Campeão Mundial de Duplas.

## Carreira

### World Wrestling Federation (1989–1993)

#### Tugboat (1990–1991)
Ottman fez sua primeira aparição na WWF em junho de 1989, em uma luta não televisionada sob o nome Big Man Steel e com Slick como seu manager. Ele estreou na televisão em 27 de janeiro de 1990, no Superstars como um mocinho sob o nome de Tugboat Thomas, derrotando Iron Mike Sharpe. Seu nome, mais tarde, foi diminuído apenas para "Tugboat". Sua roupa consistia de uma camisa branca com listras vermelhas, calças brancas e um chapéu de marinheiro. Como parte de seu personagem, Tugboat levantaria o punho e o abaixaria, similarmente ao movimento feito por caminhoneiros e fazer o som de um barco. Tugboat ajudou Hulk Hogan em sua rivalidade com Earthquake e Dino Bravo.

#### Natural Disasters (1991–1993)
Em maio de 1991, Ottman se tornou um vilão, mudando seu nome para Typhoon e se aliando à Earthquake, formando uma dupla conhecida como The Natural Disasters, com Jimmy Hart como manager. Os Natural Disasters se tornaram mocinhos no início de 1992, em uma rivalidade com a Money Inc. ("Million-Dollar Man" Ted DiBiase e Irwin R. Schyster), ganhando o WWF Tag Team Championship. Três meses depois, a dupla perdeu os títulos de volta para a Money Inc. Quando Earthquake deixou a WWF no início de 1993, Ottman se tornou um lutador individual até deixar a companhia na primavera.

### World Championship Wrestling (1993–1994)

#### O incidente do Shockmaster (1993)
Após deixar a WWF, Ottman foi contratado pela World Championship Wrestling (WCW), lhe estreando em uma luta ao lado de Sting, Dustin Rhodes e Davey Boy Smith contra Sid Vicious, Big Van Vader e Harlem Heat no Fall Brawl.
No "A Flair for the Gold", (um segmento de entrevistas apresentado por Ric Flair), na frente da platéia do Clash of the Champions XXIV, Sting e Smith foram confrontados por Sid e Harlem Heat, que tentavam descobrir a identidade do parceiro dos dois. Sting exclamou "Tudo que eu tenho a dizer é, nosso parceiro vai "chorar" o mundo, porque ele é... The Shockmaster!!" A câmera focalizou uma área particular do cenário, onde duas tochas pirotécnicas foram acionadas, frente de uma parece falsa. Ottman deveria realizar uma entrada dramática, destruindo a parede. Sua vestimenta consistia de um capacete de stormtrooper pintado de prateado e coberto de glitter, um par de calças jeans e uma longa capa. Ottman tropeçou em um pedaço de madeira, o que causou a queda de seu capacete. Enquanto ele tentou recolocar o capacete, Flair exclamou "Meu Deus!". Ottman ficou parado por um instante, e pôde ser ouvido Smith dizer que ele "caído no maldito traseiro!". Dusty Rhodes revelou que o pedaço de madeira não estava presente nos ensaios e havia sido colocado lá por David Crockett.
Ottman caminhou até Sid e Harlem Heat, todos que estavam visivelmente segurando o riso. A entrevista, que foi, na realidade dublada por Ole Anderson, apenas piorou a situação, já que Anderson começou a rir e acabou chamando Sid de "Stid".
World Wrestling Entertainment, que agora é dona da videoteca da WCW, descreveu a estreia do Shockmaster como um dos momentos mais engraçados da história do wrestling profissional." Enquanto Ottman não gostou do evento, ele hoje vê o incidente com humor.

#### Pós-Shockmaster (1993–1994)
WCW tentou salvar o segmento ao introduzir o "Super Shockmaster." Também interpretado por Ottman, seria o sobrinho de Shockmaster, a quem iria se referir como "Tio Fred". Subsequentemente, entrando o ringue usando como tema a música "Day Tripper", dos Beatles, e interpretando um desastrado.

### Retorno à WWF (1994)
Ottman retornou à WWF como Typhoon em maio de 1994, mas foi demitido em agosto.

### Aposentadoria
No Raw de 31 de agosto de 2009, D-Generation X e Dusty Rhodes estrelaram um segmento nos bastidores para anunciar o DVD The Rise and Fall of WCW. Após comentar que o DVD não continha seu momento favorito, a estreia do Shockmaster, Triple H tentou explicar o acontecimento para Shawn Michaels. Logo depois, uma reprodução do acontecimento foi feita, com Santino Marella interpretando Shockmaster e Arn Anderson substituindo Ole Anderson.

## Vida pessoal
Ottman se aposentou após a venda da WCW em 2001. Ottman foi um dos participantes da Battle Royal no WrestleMania X-Seven, interpretando Tugboat. Hoje, Ottman vive em Lakeland, Flórida, e trabalho como gerente de segurança da Gaffin Industrial Services, uma empresa de limpeza. Ele também é o técnico de um time de beisebol onde jogam seus dois filhos, Berkley e Beau, e sua filha Bailey.

## No wrestling
- Movimentos de finalização
  - Tidal Wave (WWF) / Shockmaster Splash (WCW) (Running splash)[2]

- Movimentos secundários
  - Bearhug
  - High-impact corner body avalanche

- Com Earthquake
  - Typhoon aplica um high-impact corner body avalanche e mantém o oponente no canto, enquanto Earthquake aplica outra splash nos dois

- Managers
  - Slick
  - Jimmy Hart[6]

## Títulos e prêmios
- Continental Wrestling Association
  - AWA International Heavyweight Championship (1 vez)
  - AWA Southern Tag Team Championship (2 vezes) - com Jerry Lawler (1) e Goliath (1)

- Super World of Sports
  - SWS Tag Team Championship (1 vez) - com Earthquake

- World Wrestling Federation
  - WWF Tag Team Championship (1 vez) - com Earthquake